# جوی مک‌لافلین
جوی مک‌لافلین (انگلیسی: Joey McLoughlin؛ زادهٔ ۳ دسامبر ۱۹۶۴) دوچرخه‌سوار اهل بریتانیا است. وی در تیم‌هایی همچون تیم دوچرخه‌سواری کردیت اگریکول عضویت داشته اشت.